# 苫米地英一
苫米地 英一（とまべち えいいち、1977年 - ）は、日本の指揮者、作曲家。

## 経歴
愛知県生まれ。愛知県立岡崎高等学校を卒業後、東京学芸大学理科コースに入学、その後、音楽コースに転科して卒業。洗足学園音楽大学附属指揮研究所修了。イタリアを始めとするヨーロッパ各地の歌劇場で研鑽を積む。
2016年にジュゼッペ・ヴェルディ生誕の地ブッセート歌劇場でヴェルディのオペラ『アイーダ』を指揮してイタリアでオペラ指揮デビューを果たす。第5回ルイージ・マンチネッリ国際オペラ指揮者コンクール（イタリア）ファイナリスト。オペラの指揮をレナート・パルンボに師事。一方で和楽器によるオーケストラ「日本音楽集団」の指揮者としても活動。
作曲家としては、2014年4月にイタリア語による歌曲『Alla formica』をイタリア・ミラノで初演。また、2016年10月には広島で『ベルサイユのばら』の作者である池田理代子の台本によるオペラ『かぐや姫と帝の物語』を作曲・世界初演し成功を収めた。
ヴェルディの作品の研究と演奏を行う『ヴェルディ・プロジェクト・ジャパン』を主宰。
イタリア語の指導も行っている。